# Bezirk Viesīte
Der Bezirk Viesīte (Viesītes novads) war ein Bezirk in Lettland, der von 2009 bis 2021 existierte. Bei der Verwaltungsreform 2021 wurde der Bezirk aufgelöst, seine Gemeinden gehören seitdem zum neuen Bezirk Jēkabpils.

## Geographie
Der Bezirk lag im südlichen Teil des Landes direkt an der Grenze zu Litauen.

## Bevölkerung
Seit 2009 bestand die Verwaltungsgemeinschaft mit vier umliegenden Gemeinden (pagasts). 2009 waren 4705 Einwohner gemeldet.

## Nachweise
1. ↑  Vides aizsardzības un reģionālās attīstības ministrija (Ministerium für Naturschutz und Regionalentwicklung), Karten und Auflistung der Verwaltungseinheiten, abgerufen am 28. Juli 2021